# TVエース〜先輩!教えてください〜
『TVエース〜先輩!教えてください〜』（ティービーエース せんぱい!おしえてください）は、TBS系列で放送された特別番組である。

## 概要
番組がエースと称するゲストの有名人が悩みや質問をして、様々な体験をしてきた先輩となる有名人からアドバイスをもらう。
番組のシンボルマークのロゴには、ドリーム・プレス社と同様、かつてのTBSの筆記体ロゴ  に似せたものを使用している。

## 出演者

### MC
- 東野幸治

### アシスタント
- 吉田明世（TBSアナウンサー）

### 相談者ゲスト
- 指原莉乃（HKT48）
- 若林正恭（オードリー）

### 先輩ゲスト
- 蛭子能収
- 小島慶子
- 近藤春菜（ハリセンボン）
- 坂上忍
- 庄司智春（品川庄司）
- 西川史子
- hitomi
- 保田圭
- 山里亮太（南海キャンディーズ）

## ネット局
| 放送対象地域   | 放送局                | 系列    | 放送日時                     | 遅れ日数   |
| -------------- | --------------------- | ------- | ---------------------------- | ---------- |
| 関東広域圏     | TBSテレビ（TBS）      | TBS系列 | 2013年7月3日 23:58 - 24:58   | 制作局     |
| 岩手県         | IBC岩手放送（IBC）    | TBS系列 | 2013年7月3日 23:58 - 24:58   | 同時ネット |
| 山形県         | テレビユー山形（TUY） | TBS系列 | 2013年7月3日 23:58 - 24:58   | 同時ネット |
| 福島県         | テレビユー福島（TUF） | TBS系列 | 2013年7月3日 23:58 - 24:58   | 同時ネット |
| 石川県         | 北陸放送（MRO）       | TBS系列 | 2013年7月3日 23:58 - 24:58   | 同時ネット |
| 中京広域圏     | 中部日本放送（CBC）   | TBS系列 | 2013年7月8日 24:58 - 25:58   | 5日遅れ    |
| 岡山県・香川県 | 山陽放送（RSK）       | TBS系列 | 2013年7月12日 24:55 - 25:55  | 9日遅れ    |
| 宮城県         | 東北放送（TBC）       | TBS系列 | 2013年7月19日 24:35 - 25:35  | 16日遅れ   |
| 鹿児島県       | 南日本放送（MBC）     | TBS系列 | 2013年7月23日 24:35 - 25:35  | 20日遅れ   |
| 北海道         | 北海道放送（HBC）     | TBS系列 | 2013年7月25日 24:13 - 25:13  | 22日遅れ   |
| 静岡県         | 静岡放送（SBS）       | TBS系列 | 2013年7月30日 24:58 - 25:58  | 27日遅れ   |
| 福岡県         | RKB毎日放送（RKB）    | TBS系列 | 2013年7月31日 23:58 - 24:58  | 28日遅れ   |
| 愛媛県         | あいテレビ（ITV）     | TBS系列 | 2013年8月25日 15:00 - 16:00  | 53日遅れ   |
| 新潟県         | 新潟放送（BSN）       | TBS系列 | 2013年9月5日 24:59 - 25:59   | 64日遅れ   |
| 広島県         | 中国放送（RCC）       | TBS系列 | 2013年9月20日 24:15 - 25:15  | 79日遅れ   |
| 青森県         | 青森テレビ（ATV）     | TBS系列 | 2013年10月1日 23:58 - 24:58  | 90日遅れ   |
| 大分県         | 大分放送（OBS）       | TBS系列 | 2013年10月27日 13:00 - 14:00 | 116日遅れ  |
| 長野県         | 信越放送（SBC）       | TBS系列 | 2013年12月29日 24:50 - 25:50 | 179日遅れ  |

## スタッフ
- 構成：アリエシュンスケ、大井洋一、飯塚大悟
- ナレーション：新井麻希
- TM：高松央
- TD：山下直
- カメラ：江浦友樹
- VE：木野内洋
- 音声：藤井勝彦
- 照明：夏井茂之
- CG：OODJOB
- 編集：高橋雄人
- MA：市川徹
- 音響効果：石川良則・上口昭雄（SPOT）
- 美術プロデューサー：山口智広
- 美術デザイン：宇野宏美
- 美術制作：芳賀基広
- 装置：森田正樹
- 操作：田上雄一郎
- 電飾：伊吹英之
- 装飾：田村健治
- アクリル装飾：渡邊卓也
- ヘアメイク：有馬妙子
- TK：伊藤佳加
- デスク：渡辺香織
- 編成：前田麻友
- 宣伝：広重玲子
- AD：早田翔、菊池英玲奈、清水博利
- AP：小澤慧里子、古川亜希子
- ディレクター：井筒栄志、内原弘二
- 演出：有川崇、有田武史
- 総合演出：藤井健太郎
- プロデューサー：三島圭太
- 製作著作：TBS